# 哈默斯河畔采尔
哈默斯河畔采尔（發音：[ˈtsɛl ʔam ˈhaʁmɐsˌbax]）是德国巴登-符腾堡州弗赖堡行政区奥尔特瑙县的城市，面积36.41平方千米，2023年12月31日人口为8,295人。

## 友好城市
- 法國 博姆莱达姆（1990年）
- 德国 弗劳恩施泰因（1991年）